# Morunguis morelus
Morunguis morelus är en mångfotingart som beskrevs av Chamberlin R. 1943. Morunguis morelus ingår i släktet Morunguis och familjen småjordkrypare. Inga underarter finns listade i Catalogue of Life.